# Sông Rocha
Sông Rocha hay sông Kunturillu (Tiếng Quechua: Kunturillu đen và trắng, tiếng Tây Ban Nha: Condorillo, Kundurillu, Kunturillo). Phía thượng nguồn được gọi là sông Mayllanku (Maylanco) là một con sông chảy trong khu Cochabamba, tỉnh Quillacollo. Sông Rocha cùng với sông Arque nhập vào nhau tạo thành sông Caine. Sông Kunturillu được đổi tên thành sông Rocha theo tên của đại úy Martín de la Rocha, người đã làm chệch hướng dòng dòng sông vào năm 1565.

## Thư viện

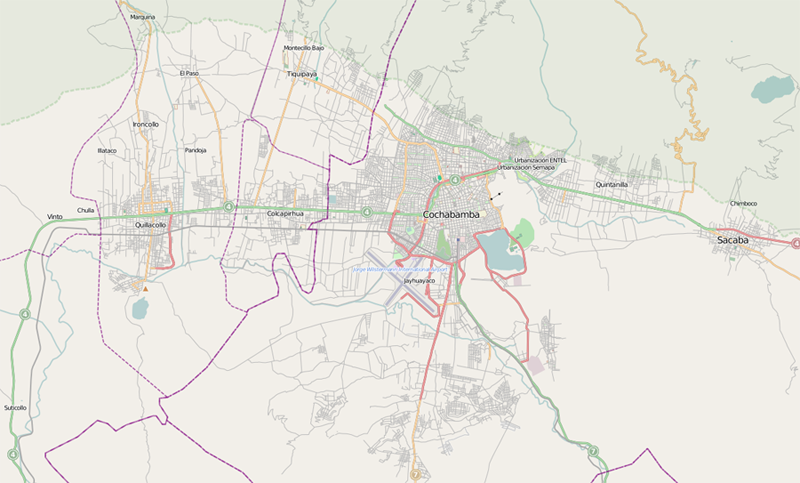
Bản đồ khu Cochabamba cho thấy sông Rocha chảy theo hướng Tây từ Sacaba đến Quillacollo và sau đó chảy xuống phía Nam
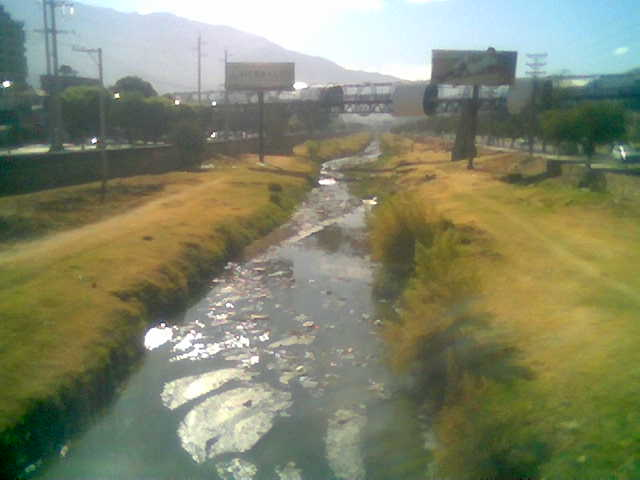
Sông Rocha